# Blainville-sur-Orne
Blainville-sur-Orne ist eine französische Gemeinde mit 5991 Einwohnern (Stand 1. Januar 2022) in der Region Normandie, im Département Calvados, im Arrondissement Caen und im Kanton Ouistreham. Der Namenszusatz -sur-Orne (an der Orne) wurde 1958 hinzugefügt.

## Bevölkerungsentwicklung
| Jahr                       | 1962 | 1968 | 1975 | 1982 | 1990 | 1999 | 2007 | 2019 |
| Einwohner                  | 2119 | 2735 | 2519 | 4390 | 4341 | 4390 | 5541 | 5855 |
| Quellen: Cassini und INSEE |      |      |      |      |      |      |      |      |

## Gemeindepartnerschaft
Blainville-sur-Orne ist die Partnergemeinde von Bomlitz in Deutschland.

## Wirtschaft
In Blainville-sur-Orne befindet sich eine Fabrik des französischen Nutzfahrzeugherstellers Renault Trucks. Insgesamt werden in diesem Werk etwa 2500 Arbeitskräfte beschäftigt. Dieser Produktionsstandort ist ein wichtiger Arbeitgeber für die Region Normandie.